# Pithecopus hypochondrialis
Pithecopus hypochondrialis è una specie di anfibi della famiglia Phyllomedusidae.

## Distribuzione e habitat

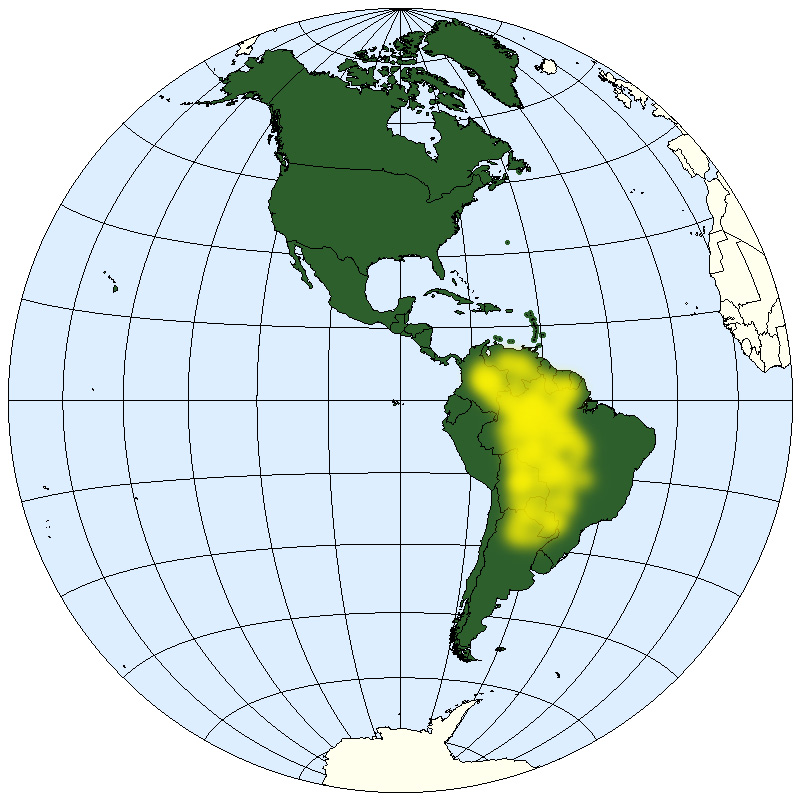
Distribuzione

Abita in Argentina, Bolivia, Brasile, Colombia, Guyana francese, Guyana, Paraguay, Suriname e Venezuela.
I suoi habitat naturali includono foreste tropicali o subtropicali asciutte, aree arbustive, prati parzialmente allagati, paludi di acqua dolce, pascoli, piantagioni, giardini rurali, aree urbane e zone precedentemente boscose ma ora molto degradate.